# Cosqueville
Cosqueville è un comune francese di 594 abitanti situato nel dipartimento della Manica nella regione della Normandia.

## Società

### Evoluzione demografica
Abitanti censiti